# Svaty
Svaty (en russe : Сваты, ukrainien : Свати) est une série télévisée ukrainienne, créée par Volodymyr Zelensky et diffusée du 28 décembre 2008 au 27 décembre 2021 sur ICTV (première saison), puis sur Inter et sur 1+1. 

## Fiche technique
- Titre original : Сваты, Свати
- Réalisation : Youri Morozov (1), Andriy Yakovlev (2-7), Edouard Radzioukevitch (3)
- Scénario : Andriy Ilkov
- Musique : Roman Doudtchyk, Dmytro Harbouz
- Pays d'origine : Ukraine
- Format : Couleurs - 35 mm - Mono
- Genre : comédie
- Durée : 7 saisons
- Date de sortie : 2008

## Distribution (dans l’ordre du générique)
- Lioudmila Artemieva : Olga Kovaliova
- Anatoli Vasiiliev : Iouri Kovaliov
- Tatiana Kravtchenko : Valentina Boudko
- Fiodor Dobronravov : Ivan Boudko
- Alexandre Feklistov : Alexandre Berkovitch
- Ouliana Ivachtchenko : Evguenia Kovaliova (1-2)
- Sofia Stetsenko : Evguenia Kovaliova (3-4)
- Hanna Kochmal : Evguenia Kovaliova (5-6)
- Denys Rodnianski : Maxime Kovaliov (1)
- Daniil Belykh : Maxime Kovaliov (2-7)
- Inna Koroliova : Maria Kovaliova
- Kostiantyn Tchernokryliouk : Nikita Kovaliov
- Hanna Polychtchouk : Viktoria Kovaliova
- Olessia Jourakivska : Ksénia Pavlovna (6).